# ژان کریستف روفان
ژان کریستف روفان (انگلیسی: Jean-Christophe Rufin؛ زادهٔ ۲۸ ژوئن ۱۹۵۲) یک پزشک، دیپلمات، مورخ، جهانگرد و نویسنده رمان اهل فرانسه است. او رئیس سازمان اقدام علیه گرسنگی است و یکی از قدیمیترین اعضای پزشکان بدون مرز و دومین جوانترین عضو فرهنگستان فرانسه است. او از سال ۲۰۰۷ تا ژوئن ۲۰۱۰ سفیر فرانسه در سنگال بود.
وی همچنین برندهٔ جوایزی همچون لژیون دونور (شوالیه)، جایزه گنکور، جایزه انترالیه، و لژیون دونور (افسر) شده‌است.